# Piazza della Libertà (Alessandria)
Piazza della Libertà si afferma come fulcro centrale della città di Alessandria, rivestendo da sempre un ruolo di epicentro amministrativo del comune. Posizionata strategicamente nel cuore del tessuto urbano, delineata dalla circonvallazione interna che descrive l'antico perimetro della cinta muraria viscontea, fu originariamente denominata "Platea Maior".

## Storia
L'origine della nascita della piazza segue parallelamente le vicende della fondazione di Alessandria nel XII secolo. Una volta realizzata la fusione demica dei tre loci che diedero vita alla civitas nova, Alessandria appunto, si rese necessario identificare e stabilire il luogo sul quale fondare gli edifici pubblici della vita urbana, unitamente a quelli religiosi. Fu un processo sicuramente graduale ma all'interno di un arco temporale non dilatato.

## Monumenti ed edifici d'interesse

### Edifici
1. Palatium Vetus. È uno dei più antichi edifici della città. Ha avuto funzione di broletto, nei secoli XIII e XIV, quindi centro della vita politica, amministrativa e giudiziaria dell'età comunale.
2. Palazzo delle Poste. Edificato tra il 1939 e il 1941 di stile schiettamente razionalista, è decorato con un bel mosaico lungo 38 metri di Gino Severini sulla facciata.
3. Palazzo Ghilini-Sambuy. Ampio complesso di strutture eretto su un terreno dove sorgeva un edificio già nel 1494. Il corpo centrale, rifatto da Giovanni Tommaso Ghilini intorno al 1745, fu ereditato dalla nipote, Daria Delfina, contessa di Sambuy. Fu la sede, nel XIX secolo, dell'hotel Universo, in cui alloggiò Giuseppe Garibaldi, e successivamente della Banca Popolare Cooperativa Agricolo-Commerciale di Alessandria. È sede della Banca Popolare di Milano.
4. Palazzo ex Banca d'Italia. Eretto tra il 1951 e il 1954 modificando una struttura preesistente già sede della Banca d'Italia ha avuto funzioni di filiale provinciale della stessa banca fino agli inizi del XXI secolo.
5. Palazzo Ghilini. L'edificio in stile barocco piemontese è uno dei più monumentali del centro storico. Deve il proprio nome al committente, il marchese Tommaso Ottaviano Antonio Ghilini che lo fece edificare nel XVIII secolo su un iniziale progetto dell'architetto Benedetto Alfieri.
6. Palazzo Cuttica di Cassine. Il palazzo signorile fu fatto costruire nel XVIII secolo dal marchese Cuttica di Cassine e presenta uno stile tra il rococò ed il classicismo.
7. Palazzo del Municipio. Noto come Palazzo Rosso, dal colore della facciata, venne costruito a partire dalla seconda metà XVIII secolo. È dotato di un particolare orologio a tre quadranti proveniente dalla torre campanaria della antica cattedrale demolita. Da notare sulla sommità il galletto sottratto dagli alessandrini ai casalesi nel 1225.

### Statue
1. Monumento a Urbano Rattazzi. Al centro della piazza sorge la statua di Urbano Rattazzi, opera di Ferruccio Pozzato. La statua sostituisce una fusione più antica di Giulio Monteverde, demolita nel 1943 per ricavarne metallo durante la seconda guerra mondiale

#### Edifici demoliti
1. Cattedrale di San Pietro. L'antica cattedrale fu edificata contestualmente alla fondazione della città. Per oltre seicento anni, con demolizioni, rifacimenti, abbellimenti e riadattamenti, è stata il cardine principale del tessuto urbano alessandrino, religioso e civile. La cattedrale venne demolita nel 1803 su ordine di Napoleone Bonaparte[3].

### Codici, opere
- (LA) Codex Statutorum Magnifice Communitatis Atque Dioecæsis Alexandrinæ, Alessandria, Francesco Moscheni & fratelli, 1547. URL consultato il 2 gennaio 2023.
- Giovanni Battista Moriondo, Monumenta Aquensia, Torino, Tipografia Regia, 1790. URL consultato il 2 gennaio 2022.

### Storica, annalistica
- Girolamo Ghilini, Annali di Alessandria, Milano, Gioseffo Marelli, 1666.
- Giuseppe Antonio Chenna, Del Vescovato de' Vescovi e delle Chiese della Città e Diocesi d'Alessandria, Alessandria, Ignazio Vimercati Stampatore, 1786. URL consultato il 20 gennaio 2022.
- Carlo A-Valle, Storia di Alessandria dall'origine ai nostri giorni, vol. 1, Torino, Tipografia fratelli Falletti, 1853. URL consultato il 14 dicembre 2021.
- Geo Pistarino, La doppia fondazione di Alessandria (1168, 1183) (PDF), in Rivista di Storia Arte Archeologia per le provincie di Alessandria e Asti, volume unico, Alessandria, Società di Storia Arte Archeologia - Accademia degli Immobili, 1997,  pp. 5-36. URL consultato l'11 giugno 2016.
- Gianfranco Calorio, Bergolium: il Territorio e l'Abitato, volume primo, Castelnuovo Scrivia (AL), Casa Editrice Favolarevia, 2000.
- Giulio Ieni, La demolizione della cattedrale antica, su diocesialessandria.it, Diocesi di Alessandria, 1988. URL consultato il 1º marzo 2015 (archiviato dall'url originale il 9 febbraio 2015).